# Кольонія-Мислібожиці
Кольонія-Мислібожиці (пол. Kolonia Myśliborzyce) — село в Польщі, у гміні Мислібуж Мисліборського повіту Західнопоморського воєводства.
Населення — 86 осіб (2011).
У 1975-1998 роках село належало до Гожовського воєводства.

## Демографія
Демографічна структура станом на 31 березня 2011 року:
|          | Загалом | Допрацездатний вік | Працездатний вік | Постпрацездатний вік |
| -------- | ------- | ------------------ | ---------------- | -------------------- |
| Чоловіки | 42      | 7                  | 32               | 3                    |
| Жінки    | 44      | 5                  | 31               | 8                    |
| Разом    | 86      | 12                 | 63               | 11                   |